# 唐·巴克斯代尔
唐·安杰洛·巴克斯代尔（英語：Don Angelo Barksdale，1923年3月31日—1993年3月8日），美国NBA联盟前职业篮球运动员。他曾代表国家队在1948年夏季奥林匹克运动会上夺得男子篮球金牌。